# Carouge de Jamaïque
Nesopsar nigerrimus
Genre
Espèce
Statut de conservation UICN

 EN B1ab(i,ii,iii,v) : En danger
Le Carouge de Jamaïque (Nesopsar nigerrimus) est une espèce de passereaux de la famille des Icteridae, la seule représentante du genre Nesopsar.
Il a un plumage noir, une queue courte. Il est strictement arboricole et a un appel sifflant.

## Répartition
Il est endémique à la Jamaïque, où l'espèce est limitée à la région de Cockpit, à certaines régions du centre, aux Blue Mountains et aux montagnes John Crow.

## Habitat
Les couples occupent de vastes territoires dans une variété de types de forêts humides de montagne.
Il est menacé par la perte de son habitat.